# Hedwig Bender

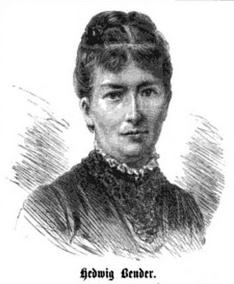
Hedwig Bender

Hedwig Bender (* 22. Februar 1854 in Luxemburg; † 13. April 1928 in Erfurt; auch Helene Bender genannt) war eine deutsche Philosophin und Frauenrechtlerin.

## Leben
Hedwig Bender war die Tochter eines preußischen Offiziers und über ihre Mutter Adelheid von François verwandt mit der Schriftstellerin Louise von François. Nach der Versetzung ihres Vaters verlebte sie ihre Kindheit im schlesischen Glatz und besuchte die Mädchenschule in Bad Oeynhausen. 1872 legte sie ihr Examen als Lehrerin an der höheren Mädchenschule in Hannover ab und war in der Folgezeit u. a. in Minden und Dresden tätig, bevor sie 1878 nach Eisenach ging.
Bender war unverheiratet und hatte keine Kinder. 1928 starb sie in Erfurt.

## Leistungen
Benders wissenschaftliches Interesse galt den Lehren der Philosophen Baruch de Spinoza und Giordano Bruno. Sie versuchte, die von Spinoza entwickelte einheitliche Weltanschauung unter Zuhilfenahme der Atomistik und der Lehren von Immanuel Kant neu zu begründen. Ihre erste Schrift, die philosophische Abhandlung „Die Substanz als Ding an sich“, veröffentlichte sie 1884 im Alter von 30 Jahren in der in Halle (Saale) herausgegebenen Zeitschrift für Philosophie und philosophische Kritik, damals unter dem Pseudonym Hermann Bender. In der Folgezeit wurden ihre Schriften in zeitgenössischen Zeitschriften wie Westermanns Monatshefte, Nord und Süd oder Die Frau veröffentlicht, teilweise unter den Autorenangaben H. Bender und Helene Bender.
Neben ihrer wissenschaftlichen Tätigkeit gehörte Bender zum konservativen Lager der bürgerlichen Frauenbewegung. Ihr besonderes Interesse galt der Gleichberechtigung der Frau im ausgehenden 19. Jahrhundert, ohne jedoch die Rolle der Frau als Ehefrau und Mutter in Frage zu stellen oder gar als Beruf anzuerkennen. So schrieb sie in einem Aufsatz 1895:

„Unverantwortlich ist demnach das Bestreben so mancher Männer, die Frauen aus eigennützigen Motiven so viel wie irgend möglich im Zustande der Unwissenheit und geistigen Unmündigkeit zu erhalten.“

Sie initiierte Unterschriftensammlungen, u. a. für den freien Zugang von Frauen zum Studium der Medizin, und war Mitbegründerin der Eisenacher Ortsgruppe des Allgemeinen Lehrerinnenvereins. Mit Louise von François war sie freundschaftlich verbunden, überliefert ist ein Briefwechsel beider Frauen während der Eisenacher Zeit Benders.

## Schriften (Auswahl)
- Die Substanz als Ding an sich. In: Zeitschrift für Philosophie und philosophische Kritik, Jahrgang 1884 (als Helene Bender)
- Zur Lösung des metaphysischen Problems. 1886. (als Hermann Bender)[3]
- Die Frauenbewegung in Deutschland. Ihr gegenwärtiger Stand und ihre Bedeutung. Frauenberuf-Verlag, Weimar 1887.
- Giordano Bruno, ein Märtyrer der Geistesfreiheit. Weimarer Verlagsanstalt, Weimar 1890. (Digitalisat)
- Märtyrer des freien Denkens aus alter und neuerer Zeit. Verlags-Anstalt und Druckerei AG, Hamburg 1891 (Digitalisat)
- George Eliot. Ein Lebensbild. Verlags-Anstalt und Druckerei AG, Hamburg 1893. (Digitalisat)
- Luise von François. Biografie. Verlags-Anstalt und Druckerei AG, Hamburg 1894. (eingeschränkte Vorschau auf Google Bücher)
- Über das Wesen der Sittlichkeit und den natürlichen Entwickelungsprocess des sittlichen Gedankens. Pfeffer, Halle 1891. (eingeschränkte Vorschau auf Google Bücher)
- Unser Recht auf einen Lebensberuf. In: Die Frau, Jahrgang 1895.
- Philosophie, Metaphysik und Einzelforschung. Untersuchungen über das Wesen der Philosophie im allgemeinen und über die Möglichkeit der Metaphysik als Wissenschaft und ihr Verhältnis zur naturwissenschaftlichen Forschung im Besonderen.  Haacke, Leipzig 1897.